# محمدتقی پوراحمد جکتاجی
محمد تقی پوراحمد جکتاجی با نام ادبی م. پ. جکتاجی (متولد ۱۳۲۶) روزنامه‌نگار٬ محقق٬ شاعر و داستان‌نویس  گیلک است.

## زندگی
او در سال ۱۳۲۶ در رشت به دنیا آمد و پس از اخذ دیپلم از دبیرستان شاهپور رشت، به استخدام آموزش و پرورش درآمد ولی پس از چندی برای ادامه تحصیل به تهران رفت و پس از اخذ مدرک لیسانس در رشته زبان انگلیسی به استخدام وزارت فرهنگ و هنر درآمد که پس از انقلاب اسلامی، وزارت فرهنگ و ارشاد اسلامی نام گرفت.
او پس از انقلاب اسلامی ۱۳۵۷ به زادگاهش رشت بازگشت و سالهاست که به کار مطبوعاتی و انتشاراتی مشغول است.
از کارهای او علاوه بر تألیف و تحقیق و سرودن شعر، انتشار روزنامه دامون و نشریه گیله وا و گردآوری گیلان نامه (مجموعه مقالات گیلان شناسی) است. او به عنوان مدیر مسئول انتشارات گیلکان کتاب‌های متعددی را نیز از سایر نویسندگان، شاعران، محققان و مورخان به چاپ رسانده‌است. یکی از آثار او کتاب گیلان استان آخر می‌باشد که به تشریح عمده‌ترین مشکلات این استان می‌پردازد.

## آثار
۱- قصه کوی و برزن (مجموعه شعر)- ۱۳۵۰
۲- مرغ سفید کوچولو (ترجمه قصه کودکان)- ۱۳۵۴
۳-فهرست توصیفی سفرنامه‌های انگلیسی - ۱۳۵۵
۴-فهرست توصیفی سفرنامه‌های فرانسوی - ۱۳۵۶
۵- راه آزادی (ترجمه قصه نوجوانان)- ۱۳۵۶
۶- سفرنامه و جغرافیای گیلان و مازندران (تصحیح)- ۱۳۵۷
۷- کتابخانه ملی ایران - ۱۳۵۸
۸- نامه‌رسان پیر (ترجمه قصه کودکان)- ۱۳۵۸
۹- مطبوعات گیلان در عصر انقلاب - ۱۳۶۱
۱۰- فرمانروایان گیلان اثر رابینو (ترجمه با همکاری دکتر رضا مدنی)- ۱۳۶۴
۱۱- کتابشناسی گیلان - دو جلد (با همکاری فرشته طالش دوست و سید حسن معصومی اشکوری)- ۱۳۶۶ و۱۳۷۰
۱۲- زلزله گیلان به روایت مطبوعات (با همکاری سارا خدیوی فرد و احمد قربان‌زاده)- ۱۳۷۰
۱۳- افسانه‌های گیلان - ۱۳۸۰-انتشارات وزارت فرهنگ و ارشاد اسلامی
۱۴- گیلان استان آخر- ۱۳۸۰
۱۵-گیلان نامه (گردآوری مجموعه مقالات گیلان شناسی)- از ۱۳۶۶ تا ۱۳۸۰ پنج جلد.